# Giuseppe Bellosi
Giuseppe Bellosi (Maiano Nuovo di Fusignano, 1954) è un etnologo, glottologo e poeta italiano; ha contribuito con numerose opere alla documentazione del folclore romagnolo e della letteratura in lingua romagnola, di cui è uno dei maggiori studiosi.

## Biografia
Ha iniziato giovanissimo a fare ricerche sul folclore, la letteratura e i dialetti romagnoli, raccogliendo materiale bibliografico e numerose interviste sul territorio. All'età di vent'anni, nel 1974, aveva già letto tutta la letteratura principale sulle usanze, i modi di dire e le tradizioni romagnole. In quell'anno iniziò una ricerca sul campo per verificare quali di queste usanze erano ancora vive. La ricerca fu effettuata con il fotografo Giovanni Zaffagnini. Ne scaturì un patrimonio di registrazioni dal vivo costituito da centinaia di ore, unite a migliaia di fotografie

Nella seconda metà del decennio è cominciata la sua attività pubblicistica. Escono Cento anni di poesia dialettale romagnola e i due volumi di Romagna civiltà, in collaborazione col dialettologo riminese Gianni Quondamatteo. Per queste ricerche nel 2000 è stato insignito del Premio Guidarello.

All'inizio degli anni '80 Bellosi è stato chiamato a far parte di una commissione istituita dall'Associazione Amici dell'Arte di Cervia, avente lo scopo di definire un'ortografia comune per i dialetti romagnoli. I criteri definiti dalla commissione sono stati in seguito pubblicati nel volume Regole fondamentali di grafia romagnola (Ravenna, Edizioni del Girasole, 1986), e sono stati adottati per numerose pubblicazioni.

Negli anni successivi ha allargato le sue ricerche di etnologia a livello europeo e mondiale, pubblicando due saggi su Halloween (Einaudi) e sul Natale (Laterza), entrambi in collaborazione con Eraldo Baldini.

All'attività di ricercatore ha affiancato da sempre la composizione di versi in dialetto romagnolo, pubblicati in diverse raccolte, a partire dalla prima metà degli anni '70 e fino ad oggi (in questa veste usa talvolta lo pseudonimo Jusëf d'Piacöt). Da alcuni anni ha iniziato a esibirsi in pubblico, da solo o in collaborazione con altri artisti, presentando testi propri o di altri autori romagnoli, classici o contemporanei.

È stato fino al 2019 direttore della Biblioteca civica di Fusignano.
Giuseppe Bellosi può essere considerato il primo editore di Raffaello Baldini. Nel 1976 stava ultimando, presso la tipografia Galeati di Imola, la composizione di un'antologia di poeti romagnoli. Galeati lo avvisò del fatto che un giornalista di Santarcangelo gli aveva portato delle poesie da pubblicare a proprie spese. Bellosi si fece dare una copia delle bozze. Pochi giorni dopo fece fermare la stampa della sua antologia e vi inserì quattro poesie di Baldini: 1938, La circonvallazione, Il suo babbo e La pinàida.

## Opere
Poesia in romagnolo
- D'int al tër, Lugo, Walberti, 1973
- Al foi di bdol, Lugo, Walberti, 1974
- I segn. Puisei in rumagnol, con incisioni di M. Lapucci, Ravenna, Edizioni del Girasole, 1980
- E' paradis, Forlì, Centro culturale nuovo ruolo 1982
- E' paradis, traduzione di Loris Rambelli, Faenza, Moby Dick, 1992
- L'inveran, Roma, Associazione culturale Il Bradipo, 1993
- Bur [Buio], traduzione e note di L. Rambelli, Venezia, Marsilio, 2000[5]
- Requiem, traduzione di L. Rambelli, con xilografie di Umberto Giovannini, Montefiore Conca, Opificio della Rosa, 2013

Saggi
- Cento anni di poesia dialettale romagnola, con G. Quondamatteo, Imola, Grafiche Galeati, 1976
- Romagna civiltà, con G. Quondamatteo, Imola, Grafiche Galeati, 1977
- Le parlate dell'Emilia e della Romagna, con G. Quondamatteo, Firenze, Edizioni del Riccio, 1979
- L'altra lingua (con M. Savini), Ravenna, Longo, 1980
- Vi do la buonasera. Studi sul canto popolare in Romagna, con T. Magrini, Bologna, Clueb 1982
- Sotto mentite spoglie. Indovinelli romagnoli del XVIII e XIX secolo, Rimini, Maggioli, 1988
- Calendario e folklore in Romagna, con E. Baldini, Ravenna, Il Porto, 1989
- Tera bianca, sment negra. Dialetti, folklore e letteratura dialettale di Romagna nella Biblioteca di Carlo Piancastelli, Ravenna, Longo, 2000
- Verificato per censura. Lettere e cartoline di soldati romagnoli nella prima guerra mondiale, con M. Savini, Cesena, Il Ponte vecchio, 2002
- Halloween. Nei giorni che i morti ritornano, con Eraldo Baldini, Torino, Einaudi 2006, (collana Stile Libero)
- Tenebroso Natale. Il lato oscuro della Grande Festa, con Eraldo Baldini, Roma-Bari, Laterza, 2012
- Cento anni di poesia dialettale romagnola. Federico Savini intervista Giuseppe Bellosi, Imola, La Mandragora, 2021

Curatele
- Lei capisce il dialetto? Raffaello Baldini fra poesia e teatro, con M. Ricci, Ravenna, Longo, 2003
- Poets from Romagna, Blaenau Ffestiniog, Cinnamon Press, 2013
- Rino Molari, I dialetti di Santarcangelo e della vallata della Marecchia, con Davide Pioggia, Santarcangelo-Imola, MET-La Mandragora, 2013, ISBN 978-88-7586-407-1.

Traduzioni
- Raffaello Baldini, La Fondazione (a cura di C. Martignoni), Torino, Einaudi, 2008

Materiale audiovisivo
- Romagna, con T. Magrini e A. Sistri, Rozzano, Editoriale Sciascia, 1980, 33 rpm (collana «Albatros»)

## Premi
- Premio Guidarello 2000 per la categoria Giornalismo d'autore-Romagna (sezione Studi e ricerche).[6]